# SS-Junkerschule Bad Tölz
SS-Junkerschule Bad Tölz era o centro de treinamento para oficiais da Waffen-SS. Era equivalente a Real Academia Militar de Sandhurst e a Academia Militar dos Estados Unidos da América. Foi construída em Bad Tölz, perto de Munique, com o objetivo de impressionar visitantes, estudantes e trabalhadores do local. No final da Segunda Guerra Mundial, em 1945, os membros do centro militar foram utilizados na 38ª Divisão SS Nibelungen.

## Comandantes
12.06.1934 - 16.07.1935 Paul Lettow 

16.07.1935 - 01.11.1938	Bernhard Voss

22.11.1937 - 31.01.1938 Arnold Altvater-Mackensen 

01.11.1938 - 23.04.1940	Werner Freiherr von Schele 

23.04.1940 - 11.07.1940	Julian Scherner 

25.07.1940 - 08.11.1940	Cassius Freiherr von Montigny 

12.11.1940 - 10.08.1942	Werner Dörffler-Schuband 

10.08.1942 - 15.02.1943	Lothar Debes 

26.01.1943 - 01.08.1943	Gottfried Klingemann 

01.08.1943 - 15.03.1944	Werner Dörffler-Schuband 

15.03.1944 - 12.01.1945	Fritz Klingenberg 

12.01.1945 - 03.1945	Richard Schulze-Kossens 

03.1945    - 04.1945    Karl-Heinz Anlauft 

04.1945    - 08.05.1945 Bernhard Dietsche 